# Jack Green (atleta)
Jack Green (Maidstone, 6 ottobre 1991) è un ostacolista e velocista britannico.

## Palmarès
| Anno                                  | Manifestazione          | Sede           | Evento   | Risultato  | Prestazione | Note |
| ------------------------------------- | ----------------------- | -------------- | -------- | ---------- | ----------- | ---- |
| In rappresentanza della Gran Bretagna |                         |                |          |            |             |      |
| 2010                                  | Mondiali juniores       | Moncton        | 400 m hs | 6º         | 50"49       |      |
| 2010                                  | Mondiali juniores       | Moncton        | 4×400 m  | Bronzo     | 3'06"49     |      |
| 2011                                  | Europei under 23        | Ostrava        | 400 m hs | Oro        | 49"13       |      |
| 2011                                  | Mondiali                | Taegu          | 400 m hs | Semifinale | 49"62       |      |
| 2012                                  | Giochi olimpici         | Londra         | 400 m hs | Semifinale | dnf         |      |
| 2012                                  | Giochi olimpici         | Londra         | 4×400 m  | 4º         | 2'59"53     |      |
| 2013                                  | Europei under 23        | Tampere        | 400 m hs | Batteria   | dnf         |      |
| 2015                                  | World Relays            | Nassau         | 4×400 m  | 6º         | 3'01"51     |      |
| 2016                                  | Europei                 | Amsterdam      | 400 m hs | Finale     | dnf         |      |
| 2016                                  | Europei                 | Amsterdam      | 4×400 m  | Bronzo     | 3'01"44     |      |
| 2016                                  | Giochi olimpici         | Rio de Janeiro | 400 m hs | Semifinale | 49"54       |      |
| 2017                                  | Mondiali                | Londra         | 400 m hs | Semifinale | 49"93       |      |
| 2017                                  | Mondiali                | Londra         | 4×400 m  | Bronzo     | 2'59"00     |      |
| 2018                                  | Europei                 | Berlino        | 400 m hs | Semifinale | 49"84       |      |
| In rappresentanza dell' Inghilterra   |                         |                |          |            |             |      |
| 2018                                  | Giochi del Commonwealth | Gold Coast     | 400 m hs | 4º         | 49"18       |      |
| 2018                                  | Giochi del Commonwealth | Gold Coast     | 4×400 m  | Batteria   | dnf         |      |